# Asher Angel
Asher Dov Angel (ur. 6 września 2002 w Phoenix, w stanie Arizona) – amerykański aktor i piosenkarz. Swoją karierę rozpoczął jako aktor dziecięcy w 2008, występując w filmie Jolene z Jessicą Chastain. Jest znany z roli Jonaha Becka w serialu Disney Chanel Andi Mack.

## Wczesne lata
Urodził się w Phoenix w Arizonie w rodzinie żydowskiej jako najstarsze z trojga dzieci Coco i Jody’ego Damona Angel. Jego imię oznacza po hebrajsku szczęśliwy niedźwiedź. Wychowywał się w Paradise Valley z młodszym rodzeństwem - bratem Avim i siostrą London Bleu. Od wczesnych lat śpiewał i grał na gitarze.

## Kariera
W wieku pięciu lat zadebiutował na ekranie w dramacie Jolene (2008), gdzie w wystąpili: Jessica Chastain, Dermot Mulroney, Chazz Palminteri, Rupert Friend, Denise Richards, Michael Vartan, Frances Fisher i Theresa Russell. Mając siedem lat wystąpił w musicalu Oliver!. 
Jego matka obiecała zabrać go do Los Angeles, jeśli „weźmie się do pracy i będzie miał na swoim koncie 30 występów lokalnych”, a następnie zaczął grać w musicalach, w tym w Małej Syrence, Seussical, Mary Poppins i Tajemnicach Lasu w Desert Stages Theatre w Scottsdale. Jego matka dotrzymała obietnicy i Angel wyjechał do Los Angeles, gdzie w wieku 12 lat poszedł na przesłuchania i zdobył rolę Jonah Becka w telewizyjnym serialu Disney Channel Andi Mack. Cała jego rodzina przeniosła się do Utah, aby pogodzić pracę na planie zdjęciowym.
Angel był gotów podzielić się główną rolą Billy’ego Batsona z Zacharym Levi, który gra jego starsze alter-ego superbohatera w filmowej adaptacji komiksów DC Comics - Shazam!, która jest kolejną odsłoną DC Extended Universe. Amerykańska premiera odbyła się 5 kwietnia 2019.
6 czerwca 2019 został wydany jego debiutancki singiel „One Thought Away”, nagrany z Wizem Khalifą.

## Filmografia
| Rok       | Produkcja                       | Rola               | Uwagi                                |
| --------- | ------------------------------- | ------------------ | ------------------------------------ |
| 2008      | Jolene                          | Brad Jr. (5-letni) | Film                                 |
| 2016      | Nicky, Ricky, Dicky & Dawn      | Jasper             | Odcinek: „Balet i Bestie” (S02E17)   |
| 2016      | Zabójcze umysły: poza granicami | Ryan Wolf          | Odcinek: „De Los Inocentes” (S01E08) |
| 2017–2019 | Andi Mack                       | Jonah Beck         | Główna rola                          |
| 2019      | Shazam!                         | Billy Batson       | Film kinowy                          |
| 2021      | High School Musical: Serial     | Jack               | Odcinek: „Ferie wiosenne” (S02E09)   |
| 2022      | Darby i duchy                   | James              | Film                                 |
| 2023      | Shazam! Gniew bogów             | Billy Batson       | Film kinowy                          |